# Нгаванг Джампхел
Нгаванг Джампхел (англ. Ngawang Jamphel, нар. 27 вересня 1986) — бутанський футболіст, воротар клубу «Тхімпху» та збірної Бутану.

## Біографія
Нгаванг Джампхел розпочав виступи на футбольних полях у 2018 році в клубі «Тхімпху». У цьому ж році 1 квітня він дебютував у збірній Бутану в матчі зі збірною Малайзії, програний бутанською збірною з рахунком 1-7. у 2018 році у складі бутанської збірної брав участь у Чемпіонаті Південної Азії. На вересень 2020 року зіграв 5 матчів у складі збірної Бутану.